# Pleistodontes imperialis
Pleistodontes imperialis – gatunek błonkówki z rodziny Agaonidae.

## Zasięg występowania
Naturalnie występuje w Australijskim stanie Nowa Południowa Walia, jednak został introdukowany w innych regionach świata.

## Biologia i ekologia
Rośliną żywicielską jest Ficus rubiginosa.